# Hanna Kasyanova
Hanna Anatoliïvna Kasyanova (née Melnychenko, en ukrainien Мельниченко Ганна Анатоліївна), née le 24 avril 1983 à Tbilissi en république socialiste soviétique de Géorgie, est une athlète ukrainienne, spécialiste de l'heptathlon. Elle était mariée au décathlonien William Frullani puis se remarie avec Oleksiy Kasyanov, vice-champion du monde en salle 2012 et 2016.

## Biographie
Hanna Melnychenko débute l'heptathlon en 2002. À Arles en 2006, elle dépasse pour la première fois de sa carrière les 6 000 points (6 010 points). L'année suivante, elle ne termine pas la première épreuve de l'heptathlon du championnat du monde à Osaka. Elle arrache la troisième et dernière place qualificative aux Jeux olympiques de 2008 au détriment de Lyudmyla Yosypenko . Aux Jeux, elle termine 14e, ses compatriotes Nataliya Dobrynska et Lyudmila Blonska terminent aux deux premières places. L'année suivante, elle se qualifie pour les championnats du monde grâce notamment à son heptathlon au meeting de Götzis, le 31 mai 2009, où elle bat son record personnel avec 6 445 points. Les championnats se font en compagnie de Dobrynska et Blonska comme pour les Jeux olympiques de Pékin. Les trois Ukrainiennes terminent quatrième, cinquième et sixième. Kasyanova termine sixième à seulement 57 points de la médaille de bronze.
Lors des Championnats d'Europe 2010, Melnychenko rate ses trois essais lors du saut en longueur. Absente des compétitions en 2011 pour des problèmes de dos, elle revient au niveau international lors des Jeux olympiques de Londres en 2012. Avec 6 392 points elle termine 10e.
En 2013, elle décroche sa première médaille internationale au pentathlon des Championnats d'Europe en salle en terminant 3e. 
Melnychenko arrive aux Championnats du monde 2013 avec le quatrième performance de l'année. Profitant de l'absence de la britannique Jessica Ennis et de la russe Tatyana Chernova, respectivement championne olympique et championne du monde en titre, elle prend la tête de l'heptathlon dès la deuxième épreuve en égalant sa meilleure performance au saut en hauteur avec 1,86 m. Toujours devant après 6 épreuves, Kasyanova a 62 points d'écart sur la Canadienne Brianne Theisen-Eaton, deuxième au général, qui a besoin de finir 4 s 69 devant l'Ukrainienne au 800 mètres pour décrocher l'or. Bien que Kasyanova termine derrière la Canadienne, elle conserve 56 points d'avance sur sa poursuivante. Elle bat par la même occasion son record personnel de 2 s 69 sur 800 mètres et son record de 141 points à l'heptathlon avec 6 586 points. Ce résultat représente le plus faible nombre de points pour une heptathlonienne championne du monde depuis la création des mondiaux en 1983. Elle prend en 2014 la septième place des mondiaux en salle de Sopot.
Elle participe en 2015 aux mondiaux de Pékin mais ne prend pas part à sa série du 100 m haies et déclare forfait pour la suite de la compétition. Le 9 juillet 2016, elle ne termine pas son heptathlon des Championnats d'Europe d'Amsterdam.
Le 21 avril 2017, elle est testée positive à un contrôle antidopage hors compétition. Elle est suspendue neuf mois, jusqu'au 21 février 2018.

## Palmarès
| Année | Compétition                           | Lieu                                  | Résultat | Épreuve    | Points |
| ----- | ------------------------------------- | ------------------------------------- | -------- | ---------- | ------ |
| 2007  | Coupe d'Europe                        | Yalta                                 | 3e       | Heptathlon | 6 143  |
| 2007  | Championnats du monde                 | Osaka                                 | —        | Heptathlon | DNF    |
| 2008  | Coupe d'Europe                        | Hengelo                               | 1re      | Heptathlon | 6 306  |
| 2008  | Jeux olympiques                       | Pékin                                 | 14e      | Heptathlon | 6 165  |
| 2009  | Multistars                            | Florence                              | 2e       | Heptathlon | 6 077  |
| 2009  | Hypo-Meeting                          | Götzis                                | 2e       | Heptathlon | 6 445  |
| 2009  | Coupe d'Europe                        | Szczecin                              | 1re      | Heptathlon | 6 380  |
| 2009  | Championnats du monde                 | Berlin                                | 6e       | Heptathlon | 6 414  |
| 2009  | Décastar                              | Talence                               | 3e       | Heptathlon | 6 056  |
| 2009  | Coupe du monde des épreuves combinées | Coupe du monde des épreuves combinées | 3e       | Heptathlon | 19 039 |
| 2010  | Multistars                            | Florence                              | 3e       | Heptathlon | 5 895  |
| 2010  | Coupe d'Europe                        | Tallinn                               | 1re      | Heptathlon | 6 098  |
| 2012  | Championnats du monde en salle        | Istanbul                              | 7e       | Pentathlon | 4 623  |
| 2012  | Jeux olympiques                       | Londres                               | 8e       | Heptathlon | 6 392  |
| 2013  | Championnats d'Europe en salle        | Göteborg                              | 3e       | Pentathlon | 4 608  |
| 2013  | Coupe d'Europe                        | Tallinn                               | 2e       | Heptathlon | 6 260  |
| 2013  | TNT - Fortuna Meeting                 | Kladno                                | 1re      | Heptathlon | 6 413  |
| 2013  | Championnats du monde                 | Moscou                                | 1re      | Heptathlon | 6 586  |
| 2013  | Décastar                              | Talence                               | 1re      | Heptathlon | 6 308  |
| 2013  | Coupe du monde des épreuves combinées | Coupe du monde des épreuves combinées | 1re      | Heptathlon | 19 310 |
| 2014  | Championnats du monde en salle        | Sopot                                 | 7e       | Pentathlon | 4 587  |
| 2015  | TNT - Fortuna Meeting                 | Kladno                                | 1re      | Heptathlon | 6 277  |
| 2016  | Championnats d'Europe                 | Amsterdam                             | —        | Heptathlon | DNF    |
| 2016  | Jeux olympiques                       | Rio de Janeiro                        | 25e      | Heptathlon | 5 951  |
| 2016  | Décastar                              | Talence                               | 12e      | Heptathlon | 5 804  |

## Records
| Épreuve           | Performance  | Lieu            | Date                     |
| ----------------- | ------------ | --------------- | ------------------------ |
| 100 mètres haies  | 13 s 26      | Kladno          | 8 juin 2013              |
| Saut en hauteur   | 1,86 m       | Florence Moscou | 19 mai 2007 12 août 2013 |
| Lancer du poids   | 14,09 m      | Götzis          | 25 mai 2013              |
| 200 mètres        | 23 s 85      | Kladno          | 8 juin 2013              |
| Saut en longueur  | 6,74 m       | Yalta           | 12 juin 2012             |
| Lancer du javelot | 45,11 m      | Götzis          | 31 mai 2009              |
| 800 mètres        | 2 min 9 s 85 | Moscou          | 13 août 2013             |
| Heptathlon        | 6 586 pts    | Moscou          | 13 août 2013             |

| Épreuve          | Performance   | Lieu         | Date            |
| ---------------- | ------------- | ------------ | --------------- |
| 60 mètres haies  | 8 s 18        | Sopot        | 7 mars 2014     |
| Saut en hauteur  | 1,84 m        | Sumy         | 16 février 2012 |
| Lancer du poids  | 14,19 m       | Zaporizhzhya | 27 janvier 2014 |
| Saut en longueur | 6,41 m        | Sumy         | 16 février 2012 |
| 800 mètres       | 2 min 14 s 35 | Sumy         | 16 février 2012 |
| Pentathlon       | 4 748 pts     | Penza        | 16 février 2012 |